# Adonisea villosa
Adonisea villosa là một loài bướm đêm trong họ Noctuidae.